# Robert Trivers
Robert Trivers (Washington DC, Estats Units, 1943) és llicenciat en història i doctorat en biologia per la Universitat Harvard, actualment és professor d'antropologia i ciències biològiques a la Universitat Rutgers, de pediatria a UMDNJ i de psicologia a la Universitat Harvard.
Les seves investigacions se centren en la teoria social basada en la selecció natural (on neix la seva teoria de l'autoengany) i en la biologia dels elements genètics egoistes. Les seves anàlisis sobre l'altruisme recíproc, la inversió parental, la selecció sexual, el conflicte paternofilial, la proporció de sexes i l'engany i l'autoengany, són un referent constant en la literatura científica.
Entre els seus llibres destaquen Social evolution (1985); Deceit and self-deception (1991); Natural selection and social theory (2002) i Genes in conflict: The biology of selfish genetic elements (2005).
La revista Time el considera un dels cent pensadors i científics més importants del segle xx. És membre de l'Acadèmia Nord-Americana d'Arts i Ciències.